# Villagrande Strisaili
Villagrande Strisaili (sardisk: Biddamànna Strisàili) er en by og en kommune (comune) i provinsen Nuoro i regionen Sardinien i Italien. Byen ligger i 700 meters højde og har 3.248 indbyggere (2016). Kommunen har et areal på 210,35 km² og grænser til kommunerne Arzana, Desulo, Fonni, Girasole, Lotzorai, Orgosolo, Talana, Tortolì og Ulassai.